# Dasineura odoratae
Dasineura odoratae är en tvåvingeart som beskrevs av Stelter 1982. Dasineura odoratae ingår i släktet Dasineura och familjen gallmyggor. Inga underarter finns listade i Catalogue of Life.